# Clusia immersa
Clusia immersa är en tvåhjärtbladig växtart som beskrevs av C. M. Vieira. Clusia immersa ingår i släktet Clusia och familjen Clusiaceae. Inga underarter finns listade i Catalogue of Life.